# Laura de Noves
Laura de Noves, anche nota con i nomi di Laura de Novalis, Laura de Noyes e Madame de Sade (Avignone, 1310 – Avignone, 6 aprile 1348), è stata una nobildonna francese, sposa del marchese Ugo de Sade (antenato del Marchese de Sade).
Alcuni l'hanno identificata con la Laura conosciuta, amata e celebrata da Francesco Petrarca, altri ritengono che quest'ultima non sia mai esistita e sia stata soltanto un espediente poetico con un riferimento al laurus, l'albero sacro dedicato al dio Apollo, protettore della poesia.

## Biografia
Non si sa molto di Laura de Noves. Nata nel 1310 ad Avignone da Audiberto ed Ermessenda de Noves in borgo d'Avignone, Laura si unì in matrimonio il 16 gennaio 1325 con il marchese Ugo de Sade, col quale generò undici figli. Essa dunque è un ascendente del celebre marchese de Sade.
Francesco Petrarca la conobbe due anni dopo che ella si era sposata col marchese, il 6 aprile 1327: è in questo giorno (Venerdì santo nella finzione letteraria di Petrarca, in realtà lunedì) che il poeta laureato la vide nella chiesa di Santa Chiara durante il suo soggiorno ad Avignone e se ne innamorò all'istante, tanto che continuò a celebrarla in ogni sua poesia. È lo stesso Petrarca a indicare le circostanze dell'innamoramento per Laura, nel sonetto Era il giorno ch'al sol si scoloraro:

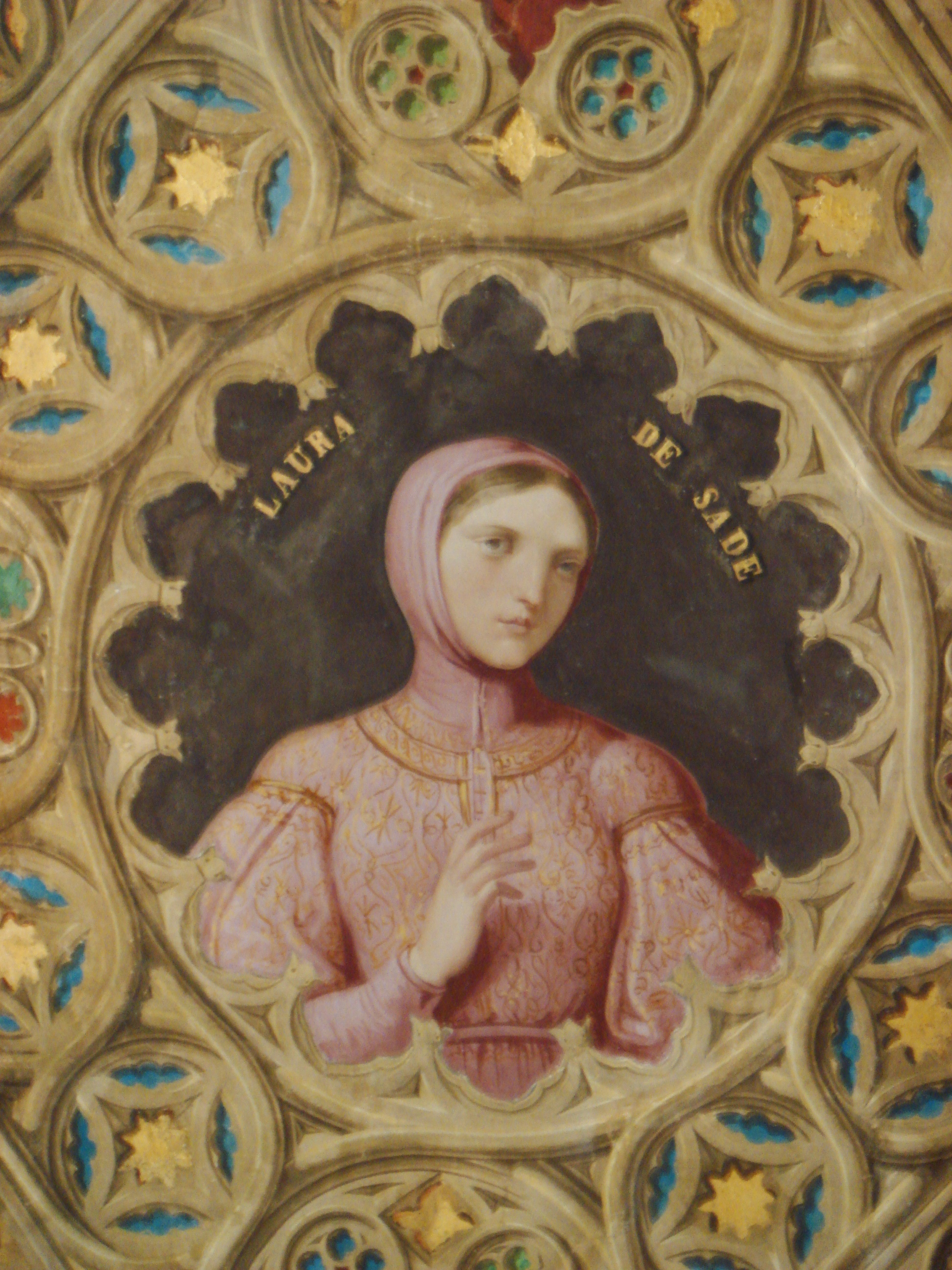
Laura effigiata in un affresco di villa Torlonia

L'identificazione della Laura petrarchesca con Laura de Noves ci viene fornita dallo stesso poeta nella Familiare II, nella quale testimonia l'esistenza della fanciulla ad uno scettico Giacomo Colonna. Tutto quello che si sa di lei, immagine stilizzata dall'amore ideale, viene dalle parole dello stesso Petrarca, che nel nome di Madonna Laura scrisse il suo Canzoniere, opera composta da 263 rime in vita e 103 rime in morte di Madonna Laura, per un totale di 366 componimenti. Il poeta aretino ci rende note anche le circostanze della tragica morte, avvenuta il 6 aprile 1348 a causa della peste nera (che causò il decesso anche degli amici Sennuccio del Bene, Giovanni Colonna e Francesco degli Albizzi), in un passo del Triumphus Mortis:
l'anima era ormai già divisa dal suo corpo,
ciò che gli stolti chiamano "morire":
era simile a un dolce sonno, sui suoi begli occhi.
La morte, nel suo bel viso, sembrava bella.»
Venne sepolta nella chiesa "des Cordeliers" di Avignone; la tomba venne aperta dal re Francesco I nel 1533, e si trovò tra l'altro un sonetto in italiano.

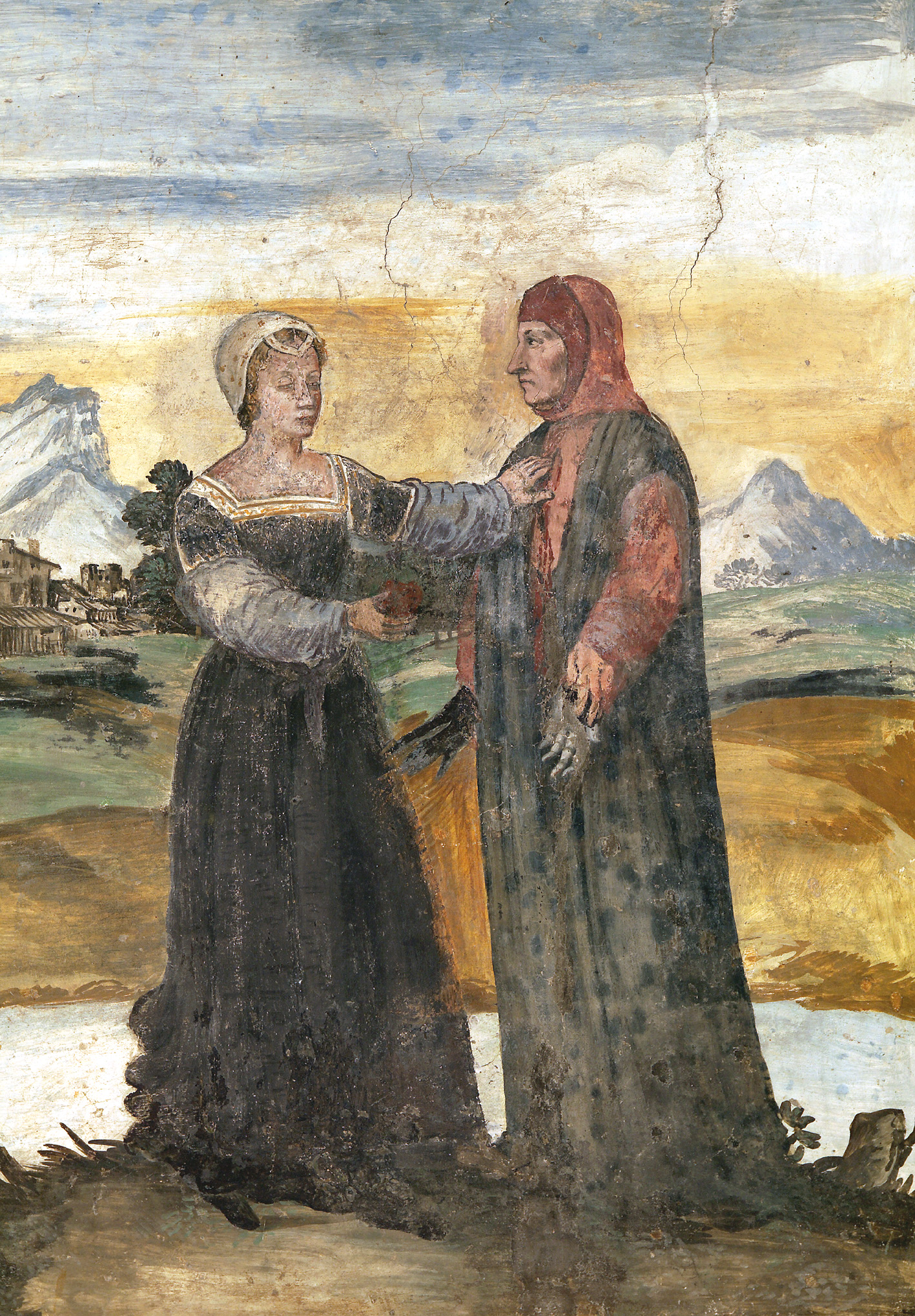
Anonimo, Laura e il Poeta, Casa di Francesco Petrarca, Arquà

## IlsenhalLaura
Una delle parole, nel Canzoniere petrarchesco, che più irradiano molteplici significati è proprio Laura: il poeta aretino impiega il nome della fanciulla come espediente poetico dietro il quale celare la figura del lauro, simbolo di gloria e trionfo letterario (di alloro erano composte le corone che andavano a cingere il capo dei massimi poeti). Si tratta di una reminiscenza dal sapore spiccatamente provenzale: era vezzo della letteratura occitanica alludere alla donna amata con un appellativo fittizio ma fonicamente simile, con l'impiego di un'apposita figura retorica, il senhal.
In effetti nei sonetti del Canzoniere la Laura petrarchesca è designata, oltre che come «lauro», anche come «auro» (un latinismo per oro) e «aura» (intesa come brezza, aria); quest'ultimo termine a sua volta richiama l'aurora, simbolo del rinnovamento tanto ambito dal poeta laureato. Evidente è anche il riferimento al mito di Dafne che, attiratasi le attenzioni del dio Apollo, si trasformò in pianta per sottrarsi alle sue lusinghe: è così che Laura assurge a simbolo di un amore non corrisposto ma anche dell'ispirazione divina.